# Vitalij Komar
Vitalij Anatoljevitj Komar (ryska: Вита́лий Анато́льевич Ко́мар), född 11 september 1943 i Moskva, är en rysk konceptuell konstnär.